# Stazione di Sesana
La stazione di Sesana (in sloveno Sežana) è una stazione ferroviaria posta sulla linea Trieste-Vienna, a servizio dell'omonima città.

## Storia
La stazione fu attivata il 28 luglio 1857, all'apertura della tratta da Lubiana a Trieste, che completava la linea Trieste-Vienna.
Dopo la prima guerra mondiale, con l'annessione della zona al Regno d'Italia, la stazione passò alle Ferrovie dello Stato italiane, da cui venne ribattezzata Sesana.
Dopo la seconda guerra mondiale la stazione di Sesana passò alla rete jugoslava, divenendo stazione di confine con la rete italiana. Nel 1948 fu attivato un raccordo, da Sesana a Crepegliano, che congiungeva la ferrovia Transalpina con il resto della rete jugoslava. La stazione di Sesana divenne perciò stazione di diramazione.